# Котен (Нідерланди)
Котен (нід. Cothen) — село в нідерландській провінції Утрехт. Входить до муніципалітету Вейк-бей-Дюрстеде.
Його площа становить 11,93 км², а населення станом на 2021 рік складало 3 275 осіб.
Перша згадка про населений пункт датується 12-им сторіччям.
До 1996 року мало статус окремого муніципалітету.

## Галерея

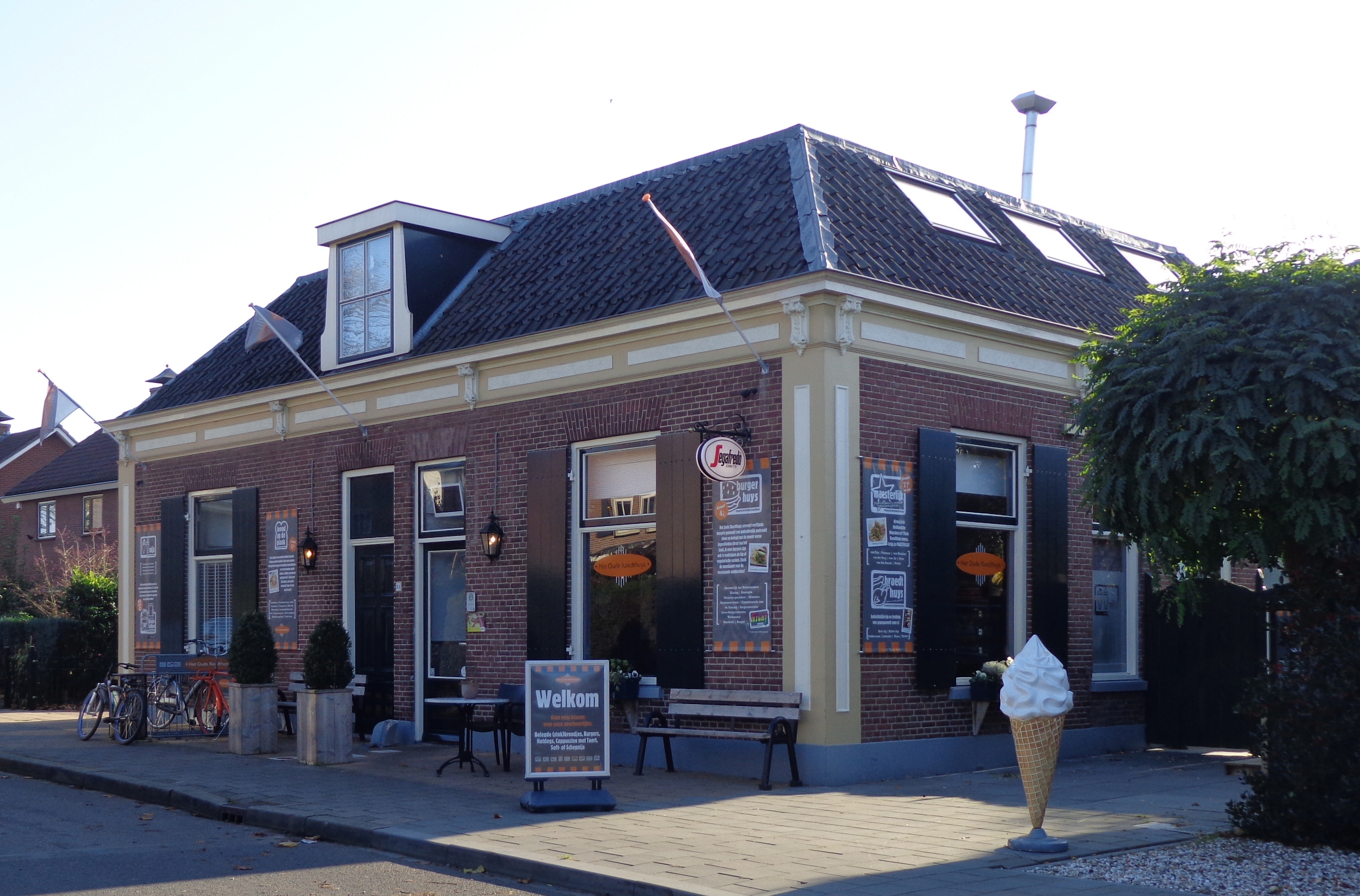
Закусочна у селі
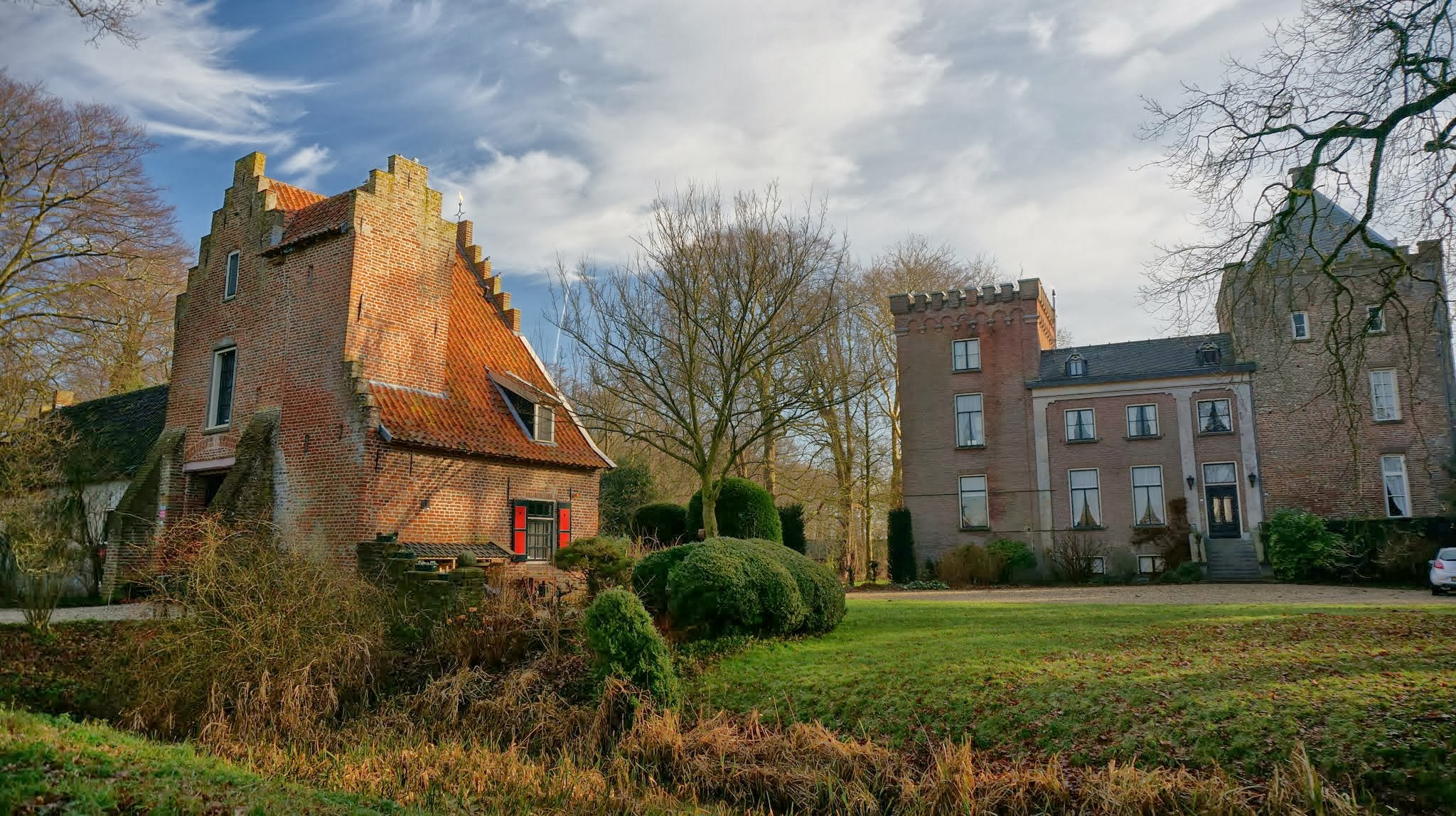
Замок Рейнестейн
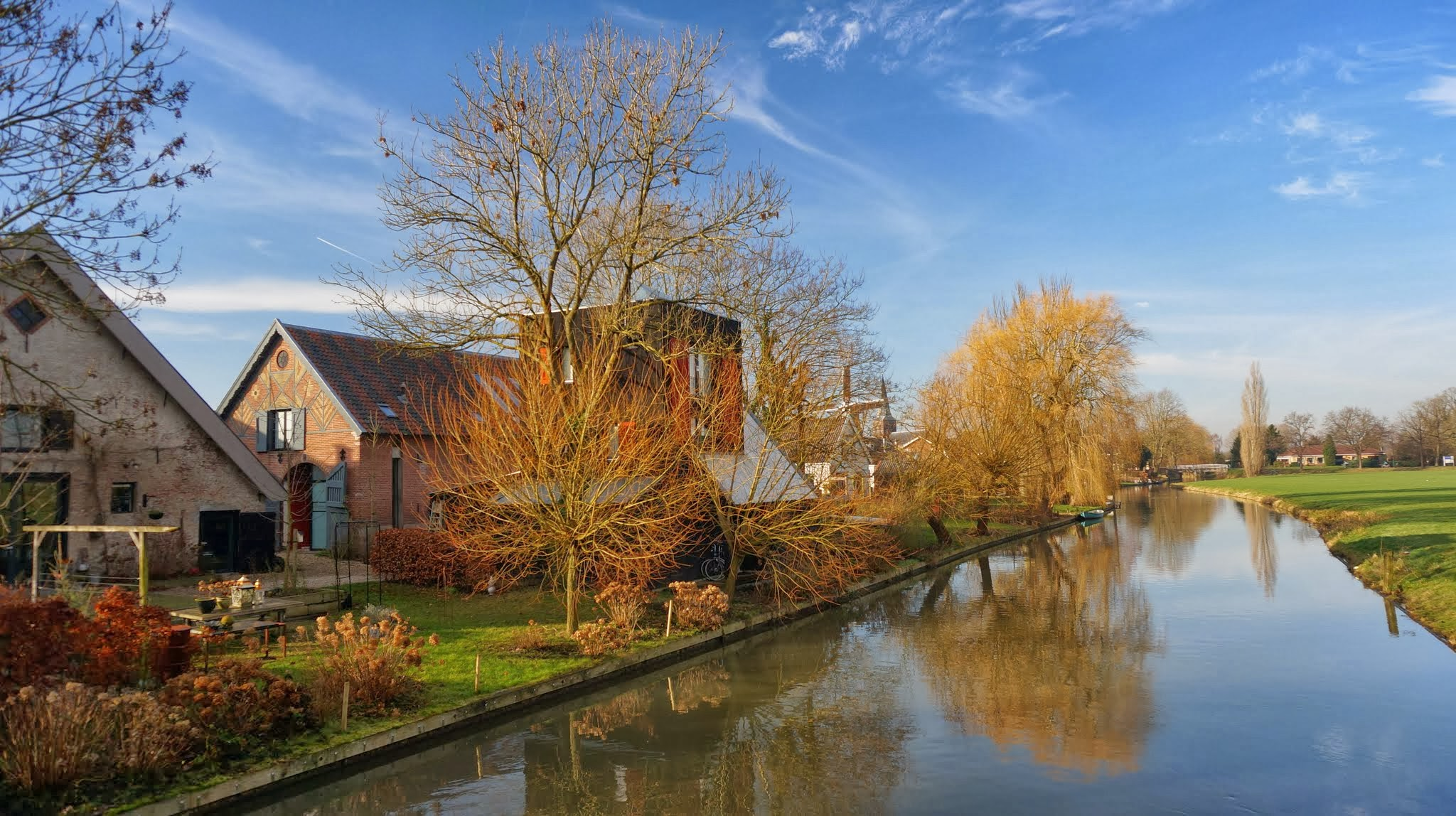
Вид на канал
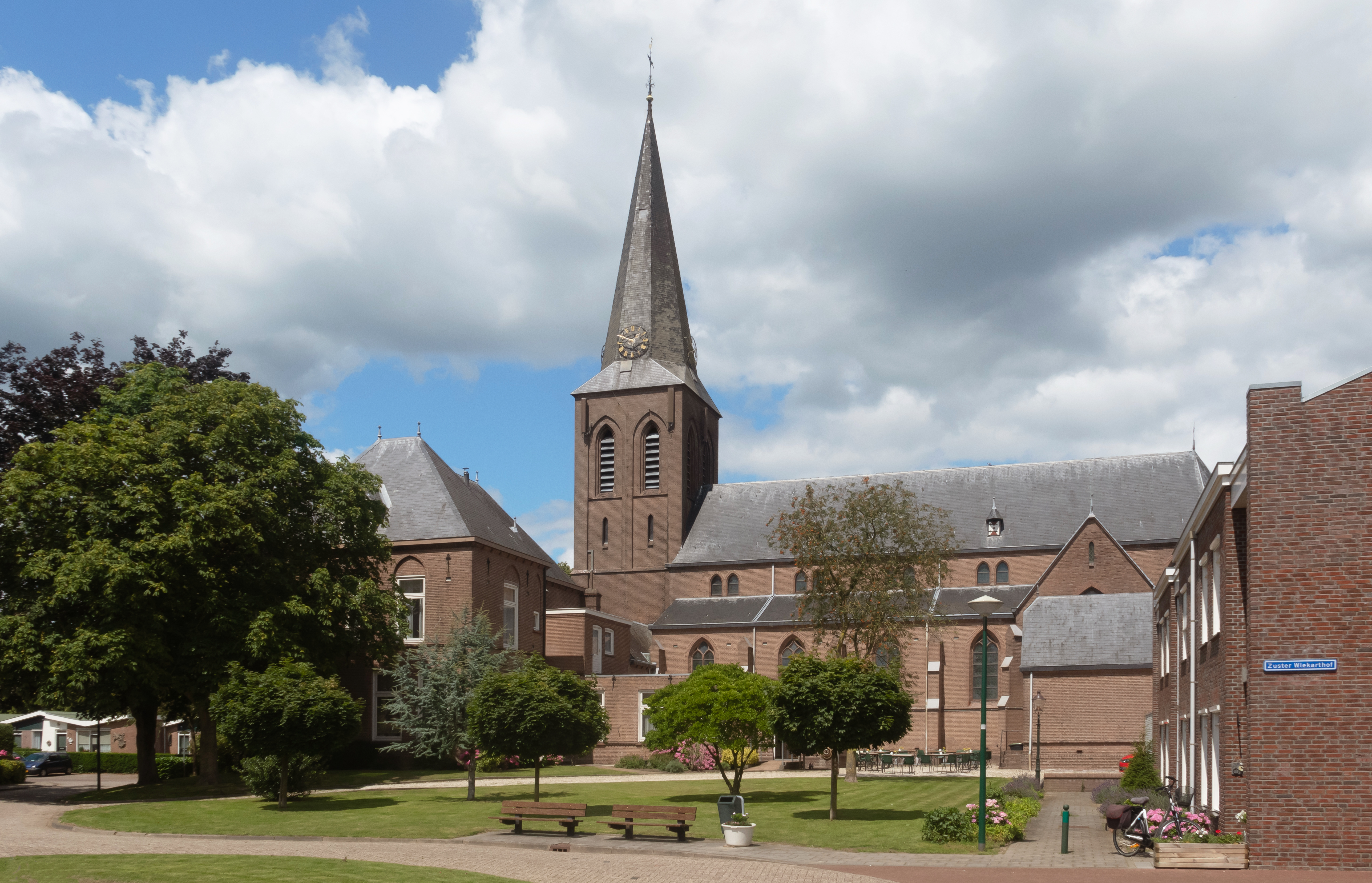
Церква св. Петра і Павла